# Миргородский, Дмитрий Николаевич
Дмитрий Николаевич Миргородский (укр. Дмитро Миколайович Миргородський; 25 сентября 1939 — 20 июля 2001) — советский и украинский актёр театра и кино. Заслуженный артист Украины (1998).

## Биография
Дмитрий родился 25 сентября 1939 года в Запорожье в семье Николая Миргородского. В 1957—1959 годах учился на металлургическом факультете Киевского политехнического института. В 1963 году окончил Московское театральное училище имени М. С. Щепкина при Малом театре.
- В 1963—1964 годах — актёр Киевского русского драматического театра имени Леси Украинки.
- В 1964—1968 годах — актёр киностудии «Мосфильм», в 1968—1969 годах — актёр МХАТа.
- В 1970—2001 годах — актёр Киевской киностудии имени А. П. Довженко.

Умер от рака 20 июля 2001 года в Киеве. Похоронен в Киеве на Байковом кладбище (участок № 29).

## Награды
- Заслуженный артист Украины (11 сентября 1998 года) — за значительный личный вклад в развитие национального киноискусства, весомые творческие достижения[5].

## Фильмография
- 1965 — Год как жизнь — Георг Гервег, поэт
- 1965 — Мы, русский народ — Головачёв
- 1966 — Выстрел — Минский (нет в титрах)
- 1969 — Красная палатка — Каратти (нет в титрах)
- 1970 — Мир хижинам — война дворцам — эпизод (нет в титрах)
- 1970 — Обратной дороги нет (3-я серия) — немецкий офицер (нет в титрах)
- 1971 — Звездный цвет — спутник
- 1971 — Нина — немецкий солдат
- 1972 — Длинная дорога в короткий день
- 1972 — Ночной мотоциклист — Сараев
- 1972 — Тайник у Красных камней — Рахим
- 1973 — Будни уголовного розыска — Алексей Сапожников, грабитель-рецидивист
- 1973 — В бой идут одни «старики» — комбат пехоты
- 1973 — Как закалялась сталь — Паляница
- 1973 — Не пройдёт и года… — Игорь Аленуарович Свиридов, инженер строительного Главтреста
- 1973 — Чёрный капитан — Владимир Константинович Астраханцев, сотник
- 1973—1975 — Дума о Ковпаке — Савченко (1-й фильм «Набат»), партизан (нет в титрах; 2-й фильм «Буран»)
- 1974 — Голубой патруль — Андрей Петрович Громов, начальник рыбнадзора
- 1974 — Личная жизнь — эпизод
- 1974—1976 — Рождённая революцией — отец Серафим (1, 4 серии), Кочетков (7 серия)
- 1975 — Это было в Межгорье
- 1975 — Небо-земля-небо — Снежков
- 1975 — Дядя Фёдор, пёс и кот (мультфильм) — почтальон Печкин в украинской версии
- 1976 — Аты-баты, шли солдаты… — старший лейтенант, ротный
- 1976 — Театр неизвестного актёра — эпизод
- 1976 — Тревожный месяц вересень — Горелый, главарь банды
- 1977 — Тачанка с юга — Александр Семёнович Аркадьев, атаман-белогвардеец
- 1977 — Убит при исполнении — Генрих Вентман
- 1978 — Квартет Гварнери — Григорий Вениаминович Мухортов
- 1978 — Море — Бугровский
- 1978 — Подпольный обком действует (4 серия) — Григорий Васильевич Балицкий
- 1978 — Смилуйся над нами (Pasigailėk mūsų; Литовская киностудия) — капеллан Йомантас
- 1979 — Вавилон XX — муж Мальвы, чахоточный больной
- 1979 — Расколотое небо — Мариупольский
- 1979 — Удивительные приключения Дениса Кораблёва — «Индеец»
- 1980 — Миллионы Ферфакса — полицейский детектив
- 1980 — Особо важное задание — капитан НКВД
- 1980 — Страх — Иванов
- 1981 — Долгий путь в лабиринте — Борис Борисович Тулин
- 1981 — На грани веков (Laikmetu griežos; Рижская киностудия) — Крашевский
- 1982 — Житие святых сестёр — купец
- 1982 — Преодоление — Филиппов
- 1982 — Шурочка — офицер (в титрах Н. Миргородский)
- 1983 — Климко — полицай
- 1983 — Легенда о княгине Ольге — грек Арефа, монах
- 1984 — Украденное счастье
- 1985 — Кармелюк — конвоир
- 1985 — Катастрофу не разрешаю
- 1985 — Накануне (В навечерието; СССР, Болгария) — эпизод
- 1986 — И в звуках память отзовется
- 1986 — Мама, родная, любимая…
- 1986 — Нас водила молодость… — начальник особого отдела
- 1987 — Всё побеждает любовь (Все перемагає любов; Киностудия им. Довженко) — майор Шадура
- 1987 — Жменяки — священник
- 1988 — Зона — Брус
- 1989 — Этюды о Врубеле — на выставке
- 1989 — Часовщик и курица — полковник
- 1990 — Война на западном направлении — генерал-майор, генерал-лейтенант Малашонок
- 1990 — Теплая мозаика ретро и чуть-чуть
- 1991 — Нам колокола не играли, когда мы умирали
- 1991 — Подарок на именины — генерал-губернатор
- 1992 — Дорога никуда — Орт Галеран, литератор
- 1993 — Дафнис и Хлоя — Ламон
- 1993 — Западня — Баран, сторож
- 1993 — Ожидая груз на рейде Фучжоу возле Пагоды — гуцул
- 1994 — Амур и демон
- 1994 — Анекдотиада, или История Одессы в анекдотах
- 1995 — Партитура на могильном камне — Казимир Сильверстович Сарский, композитор
- 1999 — Огнём и мечом — кошевой атаман
- 2000 — Непокорённый — Иосиф Шухевич, отец Романа Шухевича
- 2001 — Молитва о гетмане Мазепе — Семён Палий